# تيد بارسونز
تيد بارسونز (بالإنجليزية: Ted Parsons)‏ هو موسيقي أمريكي، ولد في القرن العشرين.

## وصلات خارجية
- تيد بارسونز على موقع ميوزك برينز (الإنجليزية)
- تيد بارسونز على موقع ديسكوغز (الإنجليزية)